# Macrobrachium vollenhoveni
Macrobrachium vollenhoveni is een garnalensoort uit de familie van de Palaemonidae. De wetenschappelijke naam van de soort is voor het eerst geldig gepubliceerd in 1857 door Herklots. De soort in vernoemd naar de Nederlandse entomoloog Samuel Constantinus Snellen van Vollenhoven.